# 沃爾瑟姆 (伊利諾伊州)
沃爾瑟姆（英語：Waltham）是位於美國伊利諾伊州拉薩爾縣的一個非建制地區。該地的面積和人口皆未知。

## 地理
沃爾瑟姆的座標為41°26′00″N 89°00′37″W / 41.43333°N 89.01028°W，而該地的平均海拔高度為211米（即692英尺）。